# Walther von der Vogelweide

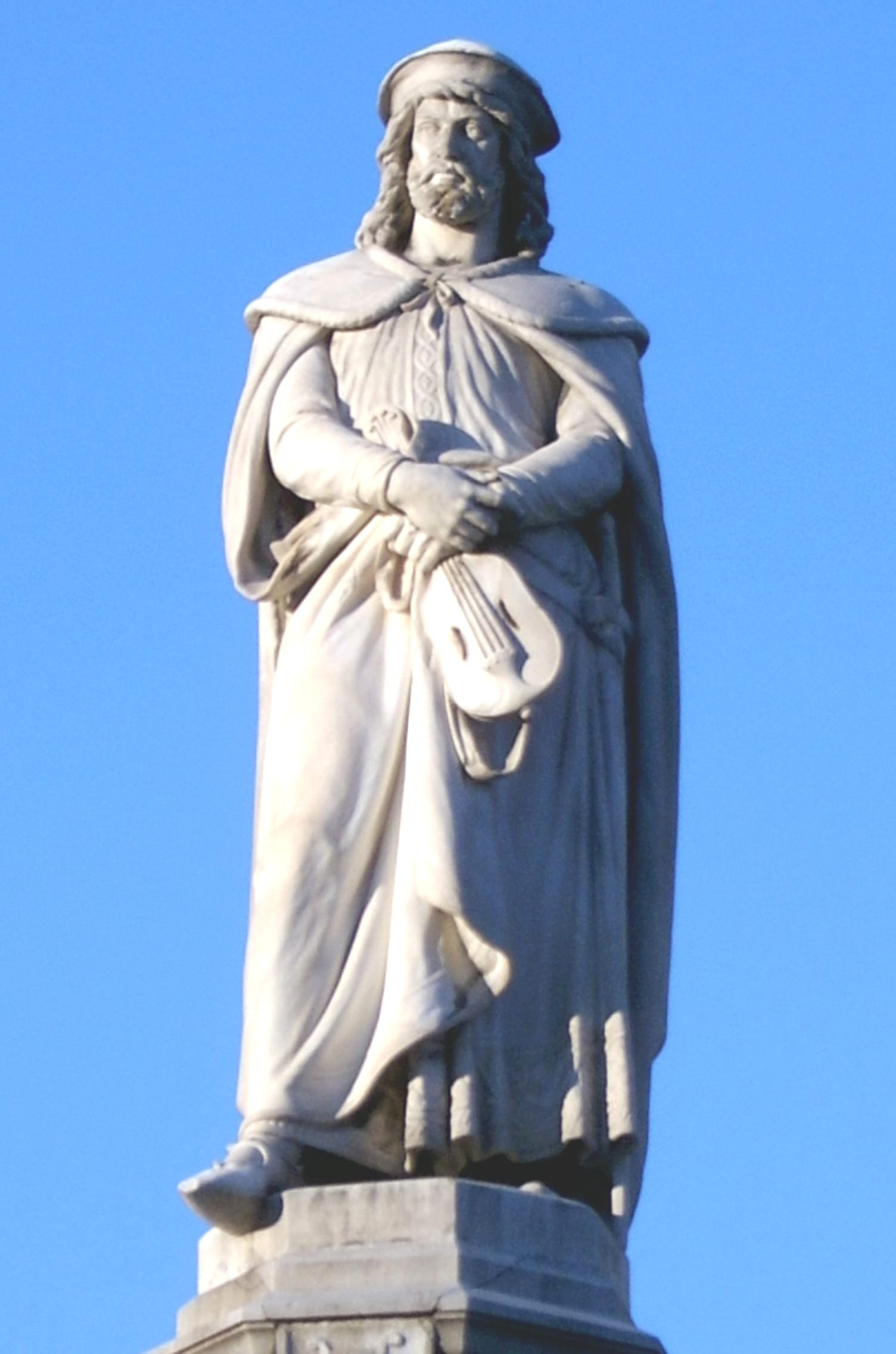
Staty av Walther von der Vogelweide i Bolzano.

Walther von der Vogelweide, född cirka 1170, okänt var, död tidigast 1228, möjligen i Würzburg, var en tyskspråkig diktare och minnesångare. Han är den mest berömde medeltida diktaren på tyska. von der Vogelweide är inget efternamn, utan ett tillnamn, som var brukligt på den tiden, och betyder 'från fågelängen'. På den tiden fanns i närheten av många tyska orter en äng, där man fångade jaktfalkar och burfåglar.

## Liv
Fastän han blivit så känd återfinns Walthers namn inte i samtida källor, med undantag av ett ensamt omnämnande i en reseberättelse av biskop Wolfger av Passau ("Walthero cantori de Vogelweide pro pellicio V solidos longos", "Till Walther sångaren av Vogelweide fem skillingar för att köpa en pälskappa") och de huvudsakliga källorna till information om honom är hans egna dikter och enstaka omnämnanden av samtida minnesångare. Det är tydligt från titeln her (Herr) som dessa ger honom att han var av ädel börd, men det är också tydligt från hans namn, Vogelweide ("fågelbete", latin aviarium, en plats där fåglar samlas eller hålls), att han inte tillhörde den högre adeln, som tog sina titlar efter slott och byar, utan tjänsteadeln (Dienstadel) - enklare trotjänare till de stora herrarna, som till rikedom och ställning inte skilde sig så mycket från ofrälse fria bönder. 

### Födelseort
Det har funnits många teorier om Walthers födelseort; det har lagts fram argument för att han skulle varit född i Tyrolen, andra har argumenterat för Böhmen, medan ytterligare andra har tyckt sig finna stöd för Steiermark, Oberösterreich, Niederösterreich eller Würzburg och så vidare, men man vet helt enkelt inte varifrån han kom.

### Reinmar den gamle
Här lärde sig den unge poeten sin konst under den berömde mästaren Reinmar den gamle, vars död han senare beklagade i två av sina vackraste texter. Hertigen blev hans första gynnare. Denna period av hans liv tycks ha varit lycklig och han skrev sina mest charmerande och spontana kärlekstexter. Den lyckliga tiden tog slut när hertig Fredrik dog 1198. Därefter vandrade Walther från hov till hov och sjöng för sitt uppehälle, och hoppades att någon gynnare skulle rädda honom från "jonglörslivet" (gougel-fuore). Han kritiserar dock människor och deras sätt i sina verk och gjorde sig kanske inte populär i de hov där han uppträdde. 

### Politik
Han blev tvungen att lämna den generöse hertigen Bernhard av Kärntens (1202–1256) hov. Efter en upplevelse av det tumultartade hushållet hos lantgreven av Thüringen varnar han dem som har svaga öron för att stanna länge där, och efter tre år vid hovet hos Dietrich I av Meissen (härskade 1195–1221) klagar han på att han fått varken pengar eller beröm för sina tjänster. Walther var en man med starka åsikter och det är detta som ger honom hans främsta betydelse i historien, till skillnad från hans plats i litteraturen. Från den tidpunkt då den tysk-romerske kejsaren Henrik VI dog (1197) och striden mellan imperiet och påven började kastade sig Walther in i striden på det tyska oberoendets och enighetens sida. Fastän hans religiösa dikter tillräckligt bevisar ärligheten i hans katolska tro förblev han under hela livet motståndare till påvarnas extrema anspråk, som han attackerar med bitterhet. Hans politiska dikter börjar med en vädjan till Tyskland, skriven 1198 i Wien, mot furstarnas söndrande ambitioner.
Han var närvarande 8 september vid Filips kröning i Mainz, och stödde honom tills hans seger var säkrad. Efter att Filip blivit mördad 1209 talade han och sjöng till stöd för Otto av Braunschweig mot den påvliga kandidaten Fredrik av Staufen, och först när Ottos nytta för Tyskland hade förstörts av slaget vid Bouvines (1212) vände han sig till den stigande stjärnan Fredrik II, nu den ende representanten för tysk kunglighet mot påve och furstar. 
Från den nye kejsaren fick hans geni och hans engagemang för imperiet ett erkännande och han gavs en liten förläning i Franken. Fastän han klagade på att dess värde var litet gav den honom det hem och den säkra ställning han hade önskat så länge. Det är högst tvivelaktigt om Fredrik också visade sin gunst genom att göra Walther till lärare åt sin son Henrik VII. Bevisningen för detta är bara en enda dikt, som också kan tolkas annorlunda. Walther förblev inte länge på sin nya egendom.

### Senare år
År 1217 var Walther åter i Wien, och en gång till 1219 efter att hertig Leopold VI återvänt från korståget. Omkring 1224 tycks han ha slagit sig till ro på sitt område nära Würzburg. Han var aktiv i att mana de tyska furstarna att delta i korståget 1228, och kan ha följt med korsfarararmén åtminstone så långt som till Tyrolen. I en dikt beskriver han den förändring som kommit över scenerna från hans barndom och fick hans liv att se ut som något han drömt. Man vet inget om honom efter 1228, men han antas inte ha levt så länge till. Han lär ha begravts i Würzburg, efter att ha lämnat instruktioner, enligt historien, att fåglarna skulle utfodras varje dag vid hans grav. Den ursprungliga gravstenen med dess latinska inskrift har försvunnit, men 1843 restes ett nytt monument på platsen, kallat Lusamgärtchen (Lusamträdgård), som idag ligger mellan de två stora kyrkorna i staden. Det finns också en staty över poeten i Bozen-Bolzano, som invigdes 1877.

## Utmärkelser
Asteroiden 9910 Vogelweide är uppkallad efter honom.

## Verk
Av Walther finns ungefär 500 strofer dikter, sånger och tänkespråk bevarade. Han komponerade själv melodier till sina sånger, men endast till Palästinalied ("Palestinasången") har melodin bevarats nedtecknad till vår tid. Dikten Under der linden handlar om kärleken mellan en riddare och en enkel flicka i den fria naturen. Den markerar en avvikelse från idealet i minnesången om en "hög kärlek", som förblir ouppfylld, mellan en riddare och en högre stående dam. Walther filosoferade själv i olika sånger om hög kärlek och lägre kärlek och utvecklade slutligen det nya idealet "jämn kärlek" – en uppfylld kärlek från jämlik till jämlik. Walthers "flicksånger", dit Under der linden hör, åtföljer i tiden sannolikt den tidiga fasen, som är starkt präglad av klassisk minnesång.

### Kända verk i urval
- Herzeliebez vrouwelin
- Ich hân mîn lêhen
- Ir sult sprechen willekomen
- Ottenton
- Under der linden
- Unmutston
- Reichston, i tre delar:
  - Ich saz ûf eime steine
  - Ich hôrte diu wazzer diezen
  - Ich sach mit mînen ougen
- Palästinalied